# John Spencer (rugbista)
John Sothern Spencer (Grassington, 10 agosto 1947) è un ex rugbista internazionale per l'Inghilterra che rappresentò i British Lions nel loro tour del 1971 in Nuova Zelanda, il primo e l'unico vittorioso dei britannico-irlandesi in tale Paese; avvocato civilista, è anche presidente del Wharfedale, club dove giocò da dilettante fino a 44 anni, rappresentante dell'Inghilterra nel comitato dei British Lions e tour manager degli stessi in occasione della spedizione del 2017 in Nuova Zelanda nonché direttore del club a inviti dei Barbarians, per cui giocò 23 incontri.

## Biografia
Studente alle superiori a Sedbergh, si laureò in legge al Queens' College dell'Università di Cambridge, presso la cui squadra di rugby disputò tra il 1967 e il 1969 tre Varsity Match contro Oxford.
Tra il 1966 e il 1976 militò nell'Headingley, squadra che nel 1991 formò il Leeds Tykes, oggi Leeds Tykes; successivamente fu a Threshfield, villaggio del distretto di Craven, per giocare nella locale formazione del Wharfedale della quale, in 15 anni di militanza sul campo, divenne capitano e successivamente, nel 1978, presidente, carica da allora ininterrottamente mantenuta.
Rappresentò a livello internazionale l'Inghilterra tra il 1969 e il 1971: il suo esordio fu una sconfitta 15-17 a Dublino contro l'Irlanda nel corso del Cinque Nazioni 1969; la sua ultima partita fu, da capitano, in un incontro celebrativo a Twickenham contro un XV del resto del mondo per celebrare il centenario della Rugby Football Union.
Fu anche parte del tour dei British Lions del 1971 in Nuova Zelanda, il primo e, al 2013, l'unico vinto dagli interbritannici in tale Paese.
Vanta inoltre 23 incontri nei Barbarians, 10 dei quali da capitano; di tale club è direttore e membro del consiglio d'amministrazione.
John Spencer è avvocato di professione e, nonostante diverse offerte professionali e sportive provenienti da Londra e Cardiff, decise di rimanere nello Yorkshire, dove esercita; ha ricoperto anche incarichi pubblici nei consigli scolastici delle scuole di Grassington e Skipton oltre a quelli dirigenziali presso la Rugby Football Union a Londra.
A luglio 2014 fu designato tour manager della spedizione 2017 dei British Lions in Nuova Zelanda in avvicendamento allo scozzese Andy Irvine; è il terzo inglese a ricoprire tale incarico nell'era professionistica dopo Fran Cotton e Bill Beaumont.